# RS-235
Pour les articles homonymes, voir Route 235.
La RS-235 est une route locale de l'État du Rio Grande do Sul qui relie la BR-116, depuis la municipalité de Nova Petrópolis, à l'accès sud de São Francisco de Paula. Elle dessert Nova Petrópolis, Gramado, Canela et São Francisco de Paula. Elle est longue de 76,320 km et est en bon état.